# Цицович, Желько
Желько Цицович (серб. Жељко Цицовић; род. 2 сентября 1970, Белград) — сербский и черногорский футболист, вратарь. В настоящее время является тренером вратарей в клубе «Лас-Пальмас».

## Клубная карьера
Профессиональную карьеру начал в 1989 году в клубе «Рад». За 8 лет в столичном клубе Цицович принял участие в 104 матчах в национальном чемпионате. В 1997 году перешёл в испанский клуб «Лас-Пальмас». В сезоне 1998/99 имел наименьший показатель пропущенных мячей в среднем за игру среди вратарей Сегунды, за что получил «Трофей Саморы».

## Карьера за сборную
Дебют за национальную сборную Югославии состоялось 23 февраля 2000 года в товарищеском матче против сборной Македонии. Был включён в состав сборной на Чемпионат Европы 2000 во Бельгии и Нидерландах. Всего Цицович провёл за сборную 6 матчей.